# Martinet des palmes
Cypsiurus parvus
Espèce
Statut de conservation UICN

 LC  : Préoccupation mineure
Répartition géographique
Le Martinet des palmes  ou  Martinet des palmiers (Cypsiurus parvus) est une espèce d'oiseau de la famille des Apodidae.

## Morphologie
Le martinet des palmes est un peu plus grand que la plupart des autres martinets africains. Il mesure en effet environ 16 cm de long,. Il est entièrement grisâtre, même si le menton et la gorge sont souvent d'un gris plus pâle, parfois strié. Les barbes externes des primaires sont brunes avec le rachis noir. La queue est longue en plus des ailes (ce qui est classique chez les martinets, alors que la queue est parfois très courte).
Les jeunes ont la bordure des plumes du dessus de teinte rouille pâle ainsi que les couvertures de l'aile.
Distr. géogr. - Sénégal et, vers l'est, à travers le Soudan, jusqu'au Nord de l'Éthiopie.
Hinterland des colonies du nord de la Forêt. 

## Comportement

### Reproduction
La nidification dans les feuilles des palmiers (cocotiers, borassus, etc.).

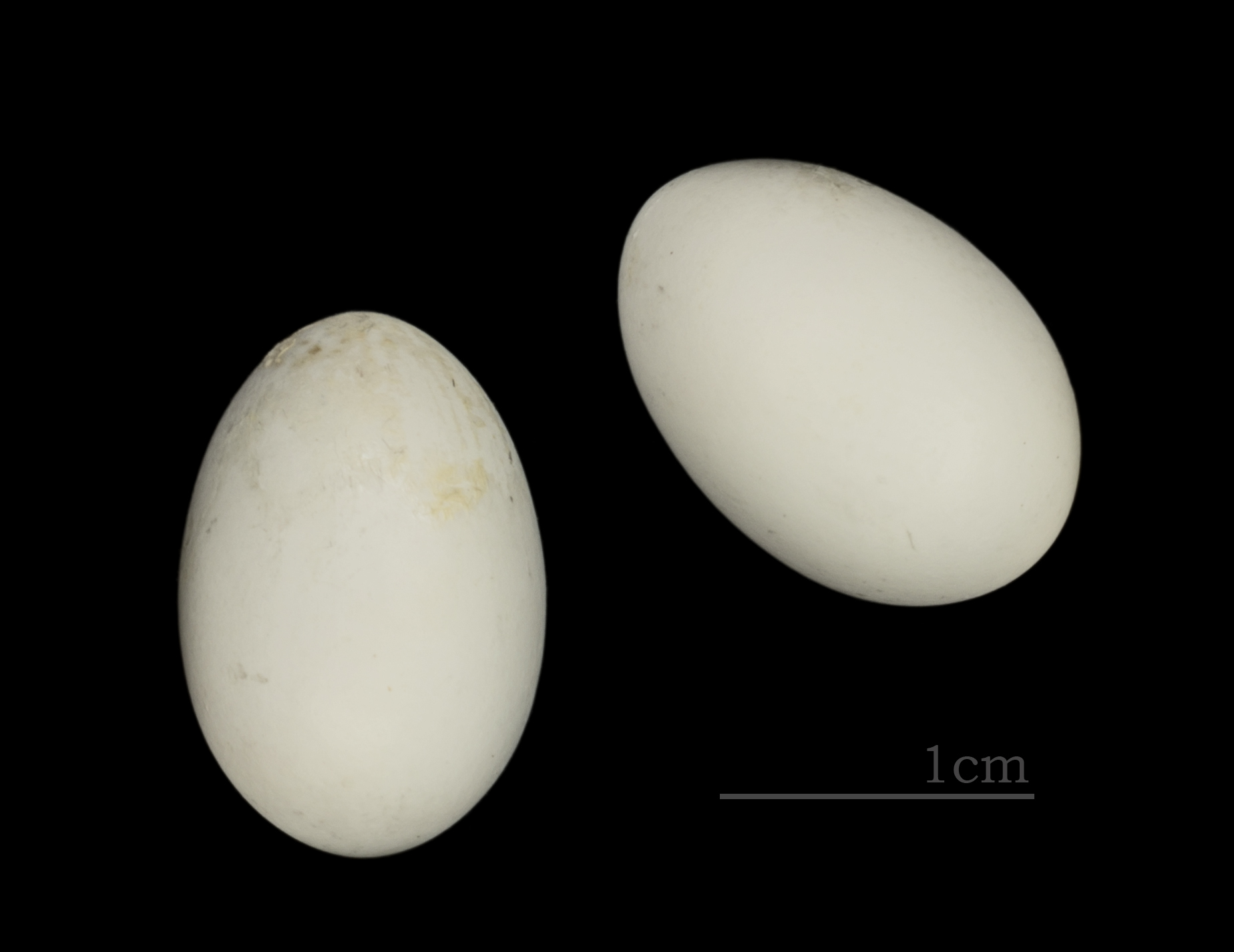
Œufs de Cypsiurus parvus Muséum de Toulouse

## Répartition et habitat
Son aire s'étend sur l'Afrique subsaharienne, de la Mauritanie au Soudan et à l'Érythrée, jusqu'au nord de l'Afrique australe, les Comores, Mayotte, Madagascar et le sud-ouest de la péninsule Arabique. C'est une espèce assez souvent aperçue proche de l'Homme, des installations humaines, et notamment des zones agricoles,. Il est souvent aperçu dans les cultures, notamment celles de palmiers (d'où son nom commun).

## Statut de conservation
En 2021, l'UICN considère l'espèce comme de préoccupation mineure. A noter que l'on a peu de données sur les populations de cette espèce.

## Systématique
L'espèce Cypsiurus parvus a été décrite par le naturaliste allemand Martin Lichtenstein en 1823 sous le nom initial de Cypselus parvus.

### Synonyme
- Cypselus parvus Lichtenstein, 1823 Protonyme

### Taxinomie
D'après Alan P. Peterson, cette espèce est constituée des six sous-espèces suivantes :
- Cypsiurus parvus parvus (Lichtenstein, 1823) ;
- Cypsiurus parvus brachypterus (Reichenow, 1903) ;
- Cypsiurus parvus myochrous (Reichenow, 1886) ;
- Cypsiurus parvus laemostigma (Reichenow, 1905) ;
- Cypsiurus parvus hyphaenes Brooke, 1972 ;
- Cypsiurus parvus celer Clancey, 1983.